# Las crónicas de Spiderwick (película)
Las crónicas de Spiderwick (en inglés: The Spiderwick Chronicles) es una película estadounidense de fantasía, suspense y aventura de 2008, adaptada de la saga de libros Crónicas de Spiderwick y producida por Nickelodeon Movies. Es protagonizada por Freddie Highmore, Sarah Bolger, Mary-Louise Parker, Martin Short, Nick Nolte y Seth Rogen.

## Argumento
El argumento describe las aventuras de Jared Grace y su familia, cuando esta se muda a una antigua casa que perteneció a su tía que curiosamente rodeada de champiñones formando una especie de barrera, en la cual Jared descubre y abre un libro, a pesar de la advertencia que este tiene escrito, haciendo que ahora el malvado ogro se entere de su existencia, por lo cual trata de atraparlos. Los tres hermanos a su vez descubren que existen criaturas mágicas en todas partes, solo que los humanos no las pueden ver. También se enteran de que el lugar donde ellos viven, habitan trolls, elfos, hadas, duendes,Goblin, ogros y otras criaturas mitológicas.

## Reparto
- Freddie Highmore como Jared Grace y Simon Grace.
- Sarah Bolger como Mallory Grace.
- David Strathairn como Arthur Spiderwick
- Mary-Louise Parker como Helen Grace.
- Martin Short como Thimbletack
- Nick Nolte como Mulgarath.
- Joan Plowright como Lucinda Spiderwick, la hija de Arthur y de Constance, tía abuela de Helen y tía bisabuela de Mallory, Jared y Simon.
  - Jordy Benattar como la joven Lucinda Spiderwick.
- Seth Rogen como Cerdonio.
- Andrew McCarthy como Richard Grace.
- Lise Durocher-Viens como Constance Spiderwick, la mujer de Arthur Spiderwick y la madre de Lucinda Spiderwick.
- Tod Fennell como el compañero de trabajo de Helen Grace, que le ayuda a utilizar el ordenador.
- Mariah Inger como una de las doctoras.
- Jeremy Lavalley como el conductor del camión que atropella a una de las criaturas de la alcantarilla.
- Stefanie Broos como Elf.
- Ron Perlman como Ratacuco.
- Tyler Patrick Jones.
- Kyle Switzer.

Entre los dobles de acción se encuentran Pascal Archambault Bouffard, Steve Blalock, Joey Box, Nicole Germain, Nathalie Girard como doble de Mary-Louise Parker, Gilbert Larose Jr., David McKeown, France Raymond, Katina Waters y Martin Williams.

### Doblaje
| Personaje               | Actor de voz (España) | Actor de voz (Hispanoamérica - México) |
| ----------------------- | --------------------- | -------------------------------------- |
| Jared Grace/Simon Grace | Miguel a              | Manuel Díaz                            |
| Helen Grace             | Ana María Marí        | Erica Edwards                          |
| Arthur Spiderwick       | Alejandro García      | Raúl Anaya                             |
| Mallory Grace           | Belén Rodríguez       | Angélica Villa                         |
| Thimbletack             | Salvador Aldeguer     | Alejandro Mayén                        |
| Mulgarath               | Jorge García Insúa    | Blas García                            |
| Lucinda Spiderwick      | Pilar Gentil          | Rosanelda Aguirre                      |
| Cerdonio                | Rafa Romero           | Roberto Mendiola                       |
| Richard Grace           | Iván Jara             | Andrés García                          |

#### Créditos Técnicos
- Estudio de Doblaje: Tecnison, S.A., Madrid, España
- Director de Doblaje: Santiago Aguirre
- Traductor: Kenneth Post
- Ajustador: Santiago Aguirre

- Estudio de Doblaje: New Art Dub, México D.F.
- Director de Doblaje: Rubén Moya
- Traductor: Nora Gutiérrez
- Productor de Doblaje: Magdalena Questa
- Gerente de Producción: Gabriela Garay
- Grabación de Diálogos: Ismael Mondragón
- Edición de Diálogos: Iván Rodríguez
- Premezcla de Diálogos: Lorenzo Ortiz
- Estudio de Mezcla: New Art Sound
- Mezcla: Saúl Almaraz Soto
- Supervisor de Mezcla: Lorenzo Ortiz

#### Voces adicionales

##### España
- Olivia Caneda
- Raquel Olcoz
- Álvaro Navarro
- Pedro Tena
- Francisco Vaquero
- Héctor Garay
- Jésus Carrasco

##### Hispanoamérica
- Monserrat Mendoza
- Juan José Duarte
- Gabriela Garay
- Gustavo Carrillo
- Arturo Mercado
- Rubén Moya
- Rubén León